# Hanni Pestalozzi
Pour les articles homonymes, voir Pestalozzi.
Hanni Pestalozzi, née le 25 avril 1905 à Wil, dans le canton de Saint-Gall en Suisse et morte le 19 avril 1986 à Kirchberg, dans ce même canton, est une agricultrice et pédagogue suisse. Elle est reconnue pour avoir contribué à la modernisation de l'économie domestique agricole ainsi que pour avoir amélioré le statut des paysannes en Suisse. Il s'agit d'une précurseure du mouvement des femmes paysannes en Suisse.

## Biographie

### Éducation
Hanni Pestalozzi vient d'une famille investie déjà dans le domaine de l'agriculture. Elle a étudié à l'école normale pour maîtresse de travaux manuels et d'économie ménagère à Fribourg, à l'école d'économie domestique de Marcelin.

### Vie professionnelle
Hanni Pestalozzi est reconnue pour avoir consacré toute sa vie professionnelle à conseiller et former des agricultrices, à travers notamment des formations continues. Elle a travaillé dans la ferme et pension familiale au Hofberg, près de Wil. Il s'agissait de l'entreprise de ses parents pendant près de 40 ans,. Elle y donnait des cours de cuisine, d'entretien ménager ainsi que d'horticulture.
Sa contribution dans le domaine de l'agriculture s'est aussi traduite par des conférences sur la formation professionnelle à travers le canton, ainsi qu'à la radio ou lors de réunions diverses.

### Participation associative
Elle est particulièrement reconnue pour sa contribution à la vie associative dans le domaine de l'agriculture en Suisse. Elle a été Conseillère rurale mandatée par l'Association du travail à domicile campagnard du canton de Saint-Gall de 1936 à 1980,. À travers ses nombreuses formations destinées aux paysannes, elle s'investit aussi dans la création et l'élaboration d'associations régionales d’agriculture. De plus, elle est membre du comité de l'Union des paysannes suisse, de 1946 à 1967,. Elle est aussi la présidente de cette organisation pendant six ans, de 1946 à 1952,. Cette organisation est créée en 1932 par des associations cantonales de paysannes suisses.

### Distinctions

#### Titres d'honneur accordés
Grâce à son investissement associatif et professionnel, Hanni Pestalozzi a été nommée bourgeoise d'honneur de Wil en 1981. Elle aurait aussi obtenu le titre de citoyenne d'honneur de Wil le 13 novembre 1980.

#### Fondation Hanni Pestalozzi
La Fondation Hanni Pestalozzi existe depuis 1987,. Elle soutient des familles d'agriculteurs et d'agricultrices en situation financière critique,. Elle permet aussi le suivi de formations continues dans le domaine de l'agriculture,.

#### Reconnaissance actuelle
En 2014, Ronja Stahl a publié un travail de recherche sur Hanni Pestalozzi qui a pour titre Hanni Pestalozzi: Pionierin der St. Galler Landfrauen. Elle questionne dans cet écrit dans quelle mesure l'engagement de l'agricultrice et pédagogue peut être perçu comme politique et lié au mouvement des droits des femmes en Suisse.
Elle apparaît aussi dans l'ouvrage Blütenweiss bis rabenschwarz. St. Galler Frauen - 200 Porträts, co-rédigé par Marina Widmer et Heidi Witzig, datant de 2003,. Ce livre présente 200 portraits de femmes qui ont eu un impact particulier sur le canton de Saint-Gall.

### Vie privée
Emilie Albertine Pestalozzi-Ernst et Friedrich Pestalozzi (1871-1933) sont les parents d'Hanni Pestalozzi. Son père a suivi, entre autres, des études à la section d'agronomie de l'École polytechnique fédérale de Zurich. Il s'est investi dans les mouvements paysans et a été membre du comité élargi de l'Union suisse des paysans. Hanni Pestalozzi est la quatrième fille d'une famille de cinq enfants,.